# 오조인촌
오조인촌(大生院村)은 에히메현 니이군에 설치된 촌이다. 